# Іммануїл Лазарус Фукс
Іммануїл Лазарус (Лазар) Фукс (нім. Lazarus Immanuel Fuchs, 5 травня 1833, Мосіна — 26 квітня 1902, Берлін) — німецький математик, учень Карла Веєрштрасса. Член Берлінської академії наук від 1884 року. Почесний член Угорської академії наук (1899).
Визнаний авторитет у галузі лінійних диференціальних рівнянь 2-го порядку, де створив велику наукову школу. Роботи Фукса дуже вплинули на Фелікса Кляйна, Каміля Жордана, Анрі Пуанкаре; ці роботи заклали основу для створення сучасної теорії диференціальних рівнянь.

## Життєпис
Лазарус Фукс народився в Мосіні (нині Польща) в єврейській родині. 1858 року закінчив Берлінський університет. Цього ж року захистив дисертацію під керівництвом Карла Веєрштрасса.
- 1865—1869 — професор (перший рік — приват-доцент) Берлінського університету. Одночасно з професорськими обов'язками у 1867—1869 роках викладав у Берлінській артилерійській та інженерній школі[5].
- 1869—1874 — професор Грайфсвальдського університету.
- 1874—1875 — професор Геттінгенського університету.
- 1875—1884 — професор Гайдельберзького університету.

1884 року Фукс повернувся до Берлінського університету, де зайняв місце померлого Ернста Куммера. У Берліні він викладав до кінця життя. Від 1892 року був редактором «журналу Крелле».

## Наукова діяльність
Основні досягнення Фукса належать до галузі лінійних диференціальних рівнянь з аналітичними коефіцієнтами. Відкрив так звані спеціальні точки (1884). Увів поняття фундаментальної системи для описування лінійно незалежних розв'язків лінійних диференціальних рівнянь.
Його ім'я носять клас рівнянь, який він вивчав, фуксові групи (ізометрії гіперболічної площини), рівняння Пікара-Фукса і низка теорем.

## Основні праці
- Über Funktionen zweier Variabeln, welche durch Umkehrung der Integrale zweier gegebener Funktionen entstehen. Göttingen, 1881.
- Zur Theorie der linearen Differentialgleichungen. Берлін, 1901.
- Gesammelte Werke. HRSG. von Richard Fuchs und Ludwig Schlesinger. 3 Bde. Berlin, 1904—1909.